# Panama az 1972. évi nyári olimpiai játékokon
Panama az NSZK-beli Münchenben megrendezett 1972. évi nyári olimpiai játékok egyik részt vevő nemzete volt. Az országot az olimpián 4 sportágban 7 sportoló képviselte, akik érmet nem szereztek.

## Atlétika
Férfi
| Versenyző    | Versenyszám | Előfutam | Előfutam | Előfutam | Elődöntő | Elődöntő | Elődöntő | Döntő   | Döntő    |
| Versenyző    | Versenyszám | Idő      | Hely.    | Össz.    | Idő      | Hely.    | Össz.    | Idő     | Helyezés |
| ------------ | ----------- | -------- | -------- | -------- | -------- | -------- | -------- | ------- | -------- |
| Donaldo Arza | 800 m       | 1:51,2   | 5.       | 43.*     | kiesett  | kiesett  | kiesett  | kiesett | kiesett  |
| Donaldo Arza | 1500 m      | 3:41,73  | 5.       | 16.      | kiesett  | kiesett  | kiesett  | kiesett | kiesett  |

* - két másik versenyzővel azonos időt ért el

## Birkózás
Szabadfogású
| Versenyző        | Versenyszám | 1. forduló                         | 2. forduló                          | 3. forduló        | 4. forduló        | 5. forduló        | 6. forduló        | Döntő             | Helyezés    |
| Versenyző        | Versenyszám | Ellenfél Eredmény                  | Ellenfél Eredmény                   | Ellenfél Eredmény | Ellenfél Eredmény | Ellenfél Eredmény | Ellenfél Eredmény | Ellenfél Eredmény | Helyezés    |
| ---------------- | ----------- | ---------------------------------- | ----------------------------------- | ----------------- | ----------------- | ----------------- | ----------------- | ----------------- | ----------- |
| Wanelge Castillo | 52 kg       | Andrzej Kudelski (POL) · kétvállas | Arszen Alahvergyiev (URS) · 3.5-0.5 | kiesett           | kiesett           | kiesett           | kiesett           | kiesett           | helyezetlen |
| Segundo Olmedo   | 68 kg       | Abdollah Movahed (IRI) · 3.5-0.5   | Ruszlan Asuralijev (URS) · 3.5-0.5  | kiesett           | kiesett           | kiesett           |                   | kiesett           | helyezetlen |

## Ökölvívás
| Versenyző   | Versenyszám | Selejtező                            | 32-es főtábla     | Nyolcaddöntő      | Negyeddöntő       | Elődöntő          | Döntő             | Helyezés |
| Versenyző   | Versenyszám | Ellenfél Eredmény                    | Ellenfél Eredmény | Ellenfél Eredmény | Ellenfél Eredmény | Ellenfél Eredmény | Ellenfél Eredmény | Helyezés |
| ----------- | ----------- | ------------------------------------ | ----------------- | ----------------- | ----------------- | ----------------- | ----------------- | -------- |
| Luis Ávila  | Harmatsúly  | Juan Francisco Rodríguez (ESP) · 0-5 | kiesett           | kiesett           | kiesett           | kiesett           | kiesett           | 33.      |
| Roy Hurdley | Könnyűsúly  | Ivan Mihajlov (BUL) · RSC            | kiesett           | kiesett           | kiesett           | kiesett           | kiesett           | 33.      |

## Súlyemelés
| Versenyző      | Versenyszám | Nyomás   | Nyomás   | Szakítás | Szakítás | Lökés    | Lökés    | Összesen | Helyezés |
| Versenyző      | Versenyszám | Eredmény | Helyezés | Eredmény | Helyezés | Eredmény | Helyezés | Összesen | Helyezés |
| -------------- | ----------- | -------- | -------- | -------- | -------- | -------- | -------- | -------- | -------- |
| Ildefonso Lee  | 67,5 kg     | 120,0    | 19.      | 110,0    | 17.      | 135,0    | 19.      | 365,0    | 19.      |
| Henry Phillips | 110 kg      | 157,5    | 22.      | 132,5    | 19.      | 165,0    | 23.      | 455,0    | 23.      |